# NGC 162
NGC 162 este o stea situată în constelația Andromeda. A fost descoperită în 22 august 1862 de către Heinrich d'Arrest. De asemenea, a fost observată încă o dată în 16 octombrie 1866 de către Lawrence Parsons, 4th Lord Rosse și în 5 septembrie 1867 de către Herman Schultz.